# فهد بن عبد الله بن جلوي بن تركي آل سعود
الأمير فهد بن عبد الله بن جلوي بن تركي آل سعود من أمراء آل سعود والده هو الأمير عبد الله بن جلوي حاكم الأحساء المعين من الملك عبد العزيز.

## اغتياله لضيدان بن حثلين
بعد معركة السبلة أرسل أمير الأحساء عبد الله بن جلوي إلى أمير العجمان ضيدان بن حثلين للمثول عنده في الأحساء لكنه رفض، فأرسل ابن جلوي ابنه فهد للقبض على ضيدان في هجرته الصرار. وصلت قوات فهد بن جلوي قرب الصرار في 30 أبريل 1929 وعسكرت في العوينة على مسافة 25 كم من الصرار، وطلب ابن جلوي من ضيدان القدوم إليه في المعسكر للتفاوض و أعطاه كتاب الأمان وما إن وصل حتى قيد واعتقل وحينما خيم الليل ولم يعد ضيدان ثار العجمان وشنوا هجومهم على المعسكر في صباح اليوم التالي بقوة مؤلفة من 1,500 مقاتل ولما رأى فهد بن جلوي علامات الهزيمة أمر بقتل ضيدان. وقتل فهد نفسه خلال المعركة.

## أسرته
- الأميرة موضي عبد الرحمن بن فيصل بن تركي آل سعود
- شيخة بنت رفاعي بن عشوان المطيري
- وضحة بنت ماجد بن مرعيد السبيعي

### أبناؤه
- محمد بن فهد بن جلوي
- مشاري بن فهد بن جلوي
- خالد بن فهد بن جلوي
- فيصل بن فهد بن جلوي
- حصة بنت فهد بن جلوي
- منيرة بنت فهد بن جلوي

## مقتله
بعد انتهاء معركة السبلة بهزيمة الإخوان، أرسل الملك إلى ضيدان بن حثلين يشكره لعدم انضمامه إلى الدويش وابن حميد، وارسل إليه كتاب امان كي يتسنى له التنقل أينما شاء.
قام الأمير عبد الله بن جلوي باضرام النار على منطقة الاحساء وخاصة مساكن العجمان ونتج عن ذلك تمرد العجمان على الملك عبد العزيز فارسل الأمير عبد الله بن جلوي ابنه فهد لاخضاعهم مع أحد أبناء عم ضيدان بن حثلين وهو نايف أبا الكلاب، فخيم في العيينة وارسل فهد رسولا إلى ضيدان يطلب منه الحضور كي يناقش معه رسالة من ابن سعود، ولم ينس فهد يرفق إليه كتاب امان بخط يده. فعقد ضيدان مجلسا لقبيلته وعرض عليهم الرسالة فنصحوه بعدم الذهاب إلى العيينة لأن رائحة الغدر كما قالوا تفوح من الرسالة. لكن ضيدان ذهب إلى هناك ومعه اثنا عشر رجلا فاستقبله فهد بكل حفاوة، ولكنه عندما نهض ليغادر المكان القى القبض عليه ومن معه وكبلوا بالأصفاد. ولكن تمكن أحد مرافقيه من الفرار لينذر القبيلة، فتحركت قوة من العجمان من هجره الصرار بقيادة نايف بن حثلين نحو معسكر فهد في العيينة موقع المعركة وذلك في ساعات النهار الأولى. وكان ذلك اليوم هو الأول من مايو 1929 الموافق 21 ذو القعدة 1347 هـ.
فلما شعر فهد بأنه سيخسر المعركة أمر عبده ابن منصور وهو جلاد زنجي بقطع رقبة ضيدان. وقتل هو على يد شاب من العجمان واسمه عبد الله بن عيد المخيال الذي امسك بعنان فرسه عندما حاول الهرب واطلق النار عليه فقتله. وذهب نايف بن حثلين إلى الوفرة بالكويت ثم انضم إلى فيصل بن سلطان الدويش وسلطان بن بجاد العتيبي حتى لا ينتقم الأمير عبد الله بن جلوي لمقتل ابنه لاسيما وأن الأمير عبد الله بن جلوي عرف بالشدة.